# Imke Schellekens-Bartels
Imke Schellekens-Bartels, född den 15 mars 1977 i Eindhoven i Nederländerna, är en nederländsk ryttare.
Hon tog OS-silver i lagtävlingen i dressyr i samband med de olympiska ridsporttävlingarna 2008 i Peking.